# محمد بولعویدات
محمد بولعویدات (انگلیسی: Mohamed Boulaouidet؛ زادهٔ ۲ مهٔ ۱۹۹۰) بازیکن فوتبال اهل الجزایر است.
از باشگاه‌هایی که در آن بازی کرده‌است می‌توان به باشگاه فوتبال القبائل و باشگاه فوتبال قسنطینه اشاره کرد.
وی همچنین در تیم ملی فوتبال الجزایر بازی کرده‌است.